# Les Pieds sur terre (émission de radio)
Pour les articles homonymes, voir Les Pieds sur terre.
Les Pieds sur terre est une émission de documentaire radiophonique d'une demi-heure diffusée tous les jours de semaine sur France Culture, créée en 2002 et produite par Sonia Kronlund. L'émission diffuse des témoignages sur un thème donné.

## Histoire
L'émission est diffusée pour la première fois en septembre 2002.
En 2012, 44 histoires présentées dans l'émission sont regroupées dans un ouvrage publié chez Actes Sud,,.
L'émission fête ses 20 ans en 2022 avec un enregistrement en public à la maison de la Radio les 21 et 22 octobre.

## Description
La description officielle de l'émission résume : « Tous les jours, une demi-heure de reportage sans commentaire »,,. La nouvelle formule[Depuis quand ?] est inspirée par la célèbre émission de radio américaine This American Life. L'émission trouve également son inspiration dans Là-bas si j'y suis de Daniel Mermet, émission diffusée sur France Inter de 1989 à 2014, pour laquelle Sonia Kronlund a travaillé,.

## Programmation
L'émission est diffusée du lundi au vendredi :
- à 17 h 30, du 2 septembre 2002 au 21 juillet 2006 ;
- à 20 h 33, du 28 août 2006 au 20 juillet 2007 ;
- à 13 h 30, depuis le 27 août 2007.

En juillet–août, l'émission est parfois décalée à 14 h 30 (étés 2011 et 2013–2016) ou 14 h (étés 2017–2020).

## Générique
Jusqu'au 24 août 2018, la musique de son générique est le titre Get Misunderstood du groupe Troublemakers, extrait de l'album Doubts and Convictions de 2001. Il contient un sample de la tirade de Jean-Pierre Léaud dans un film de Philippe Garrel (Liberté, la nuit en 1983, ou La Naissance de l'amour en 1993, selon les sources).
Il laisse place à un nouveau générique à partir du 27 août 2018.

## Audience
L'émission est un succès dans sa version podcast : elle a été téléchargée plus de deux millions de fois en janvier 2019.

## Équipe de production
Une vingtaine d’autrices et auteurs de radio travaillent régulièrement pour nourrir cette émission quotidienne.

### Production
Sonia Kronlund

### Production déléguée
Martine Abat, Élise Andrieu, Juliette Armanet, Alice Babin, Clément Baudet, Adila Bennedjaï-Zou, Charlotte Bienaimé, Valérie Borst, Émilie Chaudet, Judith Chetrit, Leila Djitli, Rémi Dybowski Douat, Fabienne Laumonier, Karine Le Loët, Alain Lewkowicz, Inès Léraud, Pauline Maucort, Jeanne Mayer, Alice Milot, Olivier Minot, Olivia Muller, Clawdia Prolongeau, Delphine Saltel, Jérôme Sandlarz, Sophie Simonot, Farida Taher, Stéphanie Thomas, Pauline Verduzier, Anaëlle Verzaux, Aladine Zaïane.

### Attachée(s) d'émission
Jeanne Coppey

### Réalisation
Anne Depelchin, Emmanuel Geoffroy, Clémence Gross, Anne-Laure Chanel, Yaël Mandelbaum, Jeanne Robet, Emily Vallat.

## Polémique
L'émission du 20 février 2017 contient des extraits d'une comparution immédiate au tribunal correctionnel de Marseille. Après la diffusion, le tribunal rompt la convention qui autorisait la journaliste à enregistrer les audiences car, selon Mediapart, l'émission expose les « dérapages » des magistrats à la fois dans les propos tenus et dans la sanction prise, considérée comme démesurée pour les faits reprochés et au regard du casier judiciaire vierge et de la santé mentale fragile du prévenu de 18 ans,,. Le Syndicat de la magistrature estime que l'émission est victime de « censure »,.

## Publications
- Sonia Kronlund (dir.), Les pieds sur terre : nouvelles du réel, Arles et Paris, Actes Sud et France Culture, 2012, 365 p. (ISBN 978-2-330-00255-8 et 978-2-330-00863-5, lire en ligne).
- Jeanne et Farida Taher, Cœur gros, ventre vide, Paris, Robert Laffont, 2013, 178 p. (ISBN 978-2-221-13486-3 et 978-2-221-13505-1, lire en ligne). Reprend l'émission Le blues de Jeanne du 4 et du 30 avril 2012[b],[c], à propos d'une adolescente grandissant dans une famille de travailleurs pauvres[17].
- Pauline Maucourt (témoignages recueillis par), La guerre et après..., Paris, Les Belles Lettres, coll. « Mémoires de guerre » (no 19), 2017, 300 p. (ISBN 978-2-251-44637-0, présentation en ligne). Reprend l'émission La guerre et après... du 22 avril 2015[d], à propos de soldats français ayant servi en Afghanistan, au Mali, et en Centrafrique, et souffrant à leur retour de troubles de stress post-traumatique[18].